# Sergentomyia villosa
Sergentomyia villosa är en tvåvingeart som beskrevs av Davidson 1979. Sergentomyia villosa ingår i släktet Sergentomyia och familjen fjärilsmyggor. Inga underarter finns listade i Catalogue of Life.